# Bajngrob
Bajngrob (njemački: Weingraben, mađarski: Borosd) je naseljeno mjesto u austrijskoj saveznoj državi Gradišće, administrativno pripada Kotaru Gornja Pulja. 

## Stanovništvo
Bajngrob prema podacima iz 2010. godine ima 369 stanovnika. 2001. godine naselje je imalo 389 od čega 168 Hrvata i 207 Nijemaca. Bajngrob je 1910. godine imao 570 stanovnika od čega većina Hrvata.

## Vanjske poveznice
- Internet podaci naselja  Arhivirana inačica izvorne stranice od 6. kolovoza 2010. (Wayback Machine)